# Колычёв, Степан Степанович
Степан Степанович Колычёв (1756 — 17 (29) ноября 1810) — придворный красавец екатерининской эпохи, в конце этого правления — гофмаршал и камергер. Внук отца русской геральдики Степана Андреевича Колычёва, двоюродный брат вице-канцлера Степана Алексеевича Колычёва.

## Биография
Родился в семье капитана Степана Колычёва (1718—1756), привлекавшегося по делу Лопухиной, и Варвары Фёдоровны, рождённой графини Головиной. Подобно множеству других Колычёвых предыдущих 250 лет, был назван в крещении Степаном.
Из-за ранней смерти родителей остался сиротой, воспитывался у братьев своего отца, а также у князя С. В. Гагарина, дяди своей матери. Унаследовал до 3 тысяч душ крестьян и заводы: конный, овчарный и винокуренный.
В 9 лет был записан в Конную гвардию и в 1777 году произведён в корнеты; через два года пожалован в камер-юнкеры, в 1785 г. в ротмистры лейб-гвардии Конного полка; в 1793 году был уже действительным камергером и состоял при графе д’Артуа.
В молодости Колычёв славился и своей красотой, и успехом у женщин. Его родственница Мария Нарышкина, имевшая вес при дворе, называла Степана «совершенным умницей». В Париже он так увлёкся француженками, особенно «комедиантками и танцовщицами», что просрочил свой отпуск, к крайнему неудовольствию императрицы.
Не имея семьи, С. С. Колычёв вел достаточно свободный образ жизни и горячо интересовался женским полом. Он официально имел дочь Розу Жозефину, родившуюся во время его пребывания в Париже в 1805 г. от иностранки Филисты Агаты Масон. В декабре 1806 г. им были сделаны две записи в Санкт-Петербургской палате гражданского суда крепостных дел, в соответствии с которыми он назначал единовременное и ежегодное денежное содержание побочной дочери и ее матери.
Колычёв долго выбирал себе жену из русских танцовщиц, но так и не женился, благо не мог «сыскать никого против французской Симонши, ибо все здешние танцовщицы премерзкие». В 1788 г. Нарышкина (цитируем письмо) «нашла ему невесту преизрядную девицу, совершенную красавицу, в которую он влюблён и собирается жениться». Тем не менее свадьба не состоялась.
Граф Платон Зубов приблизил к себе Колычёва, постоянного своего партнёра за карточным столом, и дал ему синекуру. Вместе с тем Ф. Ростопчин, фаворит Павла Петровича, терпеть Колычёва не мог, называя его «человеком тупоумным и вечно сонным». Сразу по воцарении Павла он был отставлен от должности гофмаршала, несмотря на то, что, как говорят, в детстве разыгрывал с ним дуэты на скрипке. Покинул двор и уехал в поместье.
Главное его поместье находилось в Саратовской губернии Балашовского уезда: село Колычёво и 8 деревень, винокуренный, овчарный и конный заводы.
В 1947 г. композитор С. С. Прокофьев получил письмо от своего дяди Д. С. Инштетова, в котором сообщалось, что их общий предок был женат на побочной дочери Колычёва.
Анализ исторических материалов и биографических данных показал, что этим предком был В. Л. Инштетов, дед которого швед Инштет оказался в плену и служил у С. А. Колычёва, сподвижника Петра I. Этот швед и его потомки (дети, внуки и правнуки) в течение полутора веков были дворовыми людьми представителей боярского рода Колычёвых.
В январе 1817 г. В. Л. Инштетов, служивший приказчиком в недалеко расположенной родовой вотчине Н. Ф. Колычёвой (а после переезда в Мещерское, Подольского уезда, Московской губернии – дворецким), вступил в брак с дворовой девицей Хеоньей Евгеньевой.
На основании многих биографических данных (слыл страстным любителем женщин, особенно, актрис; оставался неженатым до конца своих дней; официально имел внебрачную дочь от француженки; после отставки долгое время проживал в своем имении в Балашовском уезде Саратовской губернии) делается предположение, что им мог быть С. С. Колычёв.
В лихтенштейнском собрании Sepherot Foundation хранится миниатюрный портрет Колычёва, выполненный в 1793 г. художником Риттом. Портрет построен на удачном сочетании голубых, белых и красных тонов и считается одной из лучших работ художника: 

Голубой цвет кафтана, живописная трактовка серебристо-белых пышных парика и жабо Колычёва находят соответствия в изображении неба с легкими перистыми облаками, как в сопутствующей человеку природной стихии, отзывающейся на его эмоциональное состояние.
По воспоминаниям родственников, С. С. Колычёв отличался набожностью. Он всегда возил с собой чтимую в роде Колычёвых икону Заморской Божией Матери и во время остановок каждый раз зажигал перед ней лампадку. А. Т. Болотов, ошибочно называющий Колычёва внуком старого князя Гагарина, говорит, что то был «молодец гордый, нелюдимый и скрытный».
Умер в ноябре 1810 года от лихорадки, похоронен в Александро-Невской лавре. 